# Louis Van Hege
Louis Luigi Van Hege, né le 8 mai 1889 à Uccle et mort le 24 juin 1975, était un footballeur belge
Il a été vice-Président de l'Union Saint-Gilloise de 1952 à 1963.

## Biographie

### Club
Luigi Van Hege évoluait au poste d'attaquant.
Affilié à l'Union Saint-Gilloise de 1907 à 1910 avec une nouvelle affiliation en 1919, il dispute 132 matches en D1 et marque 24 buts.
En cinq saisons au Milan AC il inscrit 97 buts en 88 rencontres. Le 14 janvier 1912, il se paya même le luxe de réaliser un quintuplé contre le club de la Juventus FC, avec une victoire finale milanaise sur le score de 8-1, la pire de la Juventus FC.

### Sélection
Il est international belge, jouant douze fois et marquant trois buts, de 1919 à 1924.

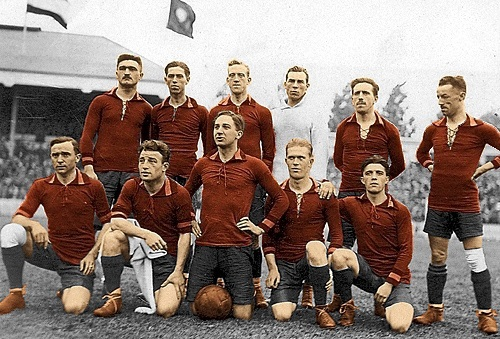
L'équipe belge championne olympique en septembre 1920, Louis Van Hege est le premier à gauche, accroupi.

## Palmarès
- Champion olympique en 1920
- Champion de Belgique en 1908-09 / 1909-10 / 1922-23
- International A : 12 sélections / 12 caps / 3 buts